# Хедвигенког
Хедвигенког (нем. Hedwigenkoog) — община в Германии, в земле Шлезвиг-Гольштейн.
Входит в состав района Дитмаршен. Подчиняется управлению КЛьГ Бюзум. Население составляет 274 человека (на 31 декабря 2010 года). Занимает площадь 16,36 км².
Коммуна подразделяется на 3 сельских округа.